# 산리쿠 먼바다 지진
1994년 산리쿠 먼바다 지진(일본어: 三陸はるか沖地震 산리쿠하루카오키지신[*])은 1994년 12월 28일 일본 산리쿠 해역에서 일어난 Mj 7.6의 지진이다. 일본 기상청은 이 지진을 헤이세이 6년(1994년) 산리쿠 먼바다 지진(일본어: 平成6年(1994年)三陸はるか沖地震)이라 명명했다.
규모 M5급의 초기 단층 파괴 후 본진이 왔으며, 본진의 파괴는 대략 55초간 진행되었다. 단층 길이는 138km 정도로 추정된다. 진원역은 1968년 도카치 해역 지진에서 남쪽 30km 지역이 거의 겹친다. 단층 최대 이동량은 4m이고 평균 이동량은 1.2m이다.
산리쿠 해역 북부는 일본 열도가 얹혀져 있는 북아메리카판 아래에 해양판인 태평양판이 가라앉고 있는 상태로, 이 판의 경계에서 판에 쌓인 압력이 해소되는 고유지진 외에도 대략 10년마다 판 경계간 지진이 일어나고 있다. 진원지의 위치 상 1968년 도카치 해역 지진 당시 파괴되지 않고 남은 애스패러티(돌기)가 파괴되며 지진이 발생했다는 설도 있으나, 일본 문부과학성은 이 지진은 산리쿠 해역 북부 지진의 고유지진이 아니라고 평가했다.

## 각지의 진도
일본 각지에서 진도4 이상의 진동이 관측된 곳은 다음과 같다.
| 진도 | 도도부현   | 시구정촌                                      |
| ---- | ---------- | --------------------------------------------- |
| 6    | 아오모리현 | 하치노헤시                                    |
| 5    | 아오모리현 | 무쓰시 아오모리시                             |
| 5    | 이와테현   | 모리오카시                                    |
| 4    | 홋카이도   | 하코다테시 도마코마이시 우라카와정 오비히로시 |
| 4    | 아오모리현 | 고쇼가와라시 시치노헤정                       |
| 4    | 이와테현   | 미야코시 오후나토시 구즈마키정 하나마키시     |
| 4    | 아키타현   | 오다테시                                      |

## 지진 해일
지진의 규모에 비해 온 쓰나미의 높이는 낮았다. 각지에서 관측한 쓰나미 제1파는 지진 발생 2-3시간 후에 왔다. 지진 발생 후 도호쿠 지방 태평양 연안에 쓰나미경보가, 쓰가루 해협, 동해 연안 홋카이도 동남해안 지역엔 쓰나미주의보가 발령되었다. 이와테현 미야코시에 쓰나미 최대 55cm를 관측했으나 피해는 없었다.

## 피해
지진으로 총 3명이 사망하고 728명이 부상을 입었다. 아오모리현 하치노헤시에선 영업중이던 파친코 점포가 붕괴되어 2명이 사망했다. JR 동일본 도호쿠 본선(현재의 아오이모리 철도 아오이모리 철도선) 아오모리현 가미키타군의 선로가 붕괴되어 일시적으로 영업을 중지하는 피해가 있었다.
지진으로 3만여 세대의 수도 공급과 가스 공급도 끊기는 피해가 발생했다.

## 같이 보기
- 산리쿠 해역 지진